# Месолонгион (озеро)
Месолонгион (греч. Λιμνοθάλασσα Μεσολογγίου) — мелкое озеро (лагуна) в Греции. Площадь 100 км² (100 000 стремм). Образовалось главным образом из-за аккумулятивной деятельности крупных рек Эвинос и Ахелоос. Впадает в залив Патраикос Ионического моря.
В античности называлось Киния (др.-греч. Κυνία). Страбон сообщает, что озеро Киния вдвое шире и длиннее озера Мелита (Μελίτη) у Эниад, которое было длиной 30 стадий и шириной 20 стадий.
Ранее в Месолонгионе находилось устье Ахелооса, который откладывал аллювий (грязь и песок), поэтому глубина лагуны очень мала: 0,45—1,65 м.
В настоящее время Ахелоос впадает дальше на запад, но морские течения переносят большую часть аллювия из его устья на восток и откладывают их в устье залива Месолонгион. Таким образом, вдоль ширины входа в озеро образуются удлиненные островки, которые блокируют выход в море, что привело к образованию озера. Для прохода судов в Месолонгион и Этоликон создан канал. Благодаря аллювию, на берегах озера образуется множество языков, высота которых не превышает 1 м. В северной части озеро сужается, а внутри образовавшейся узкой полосы воды находится остров, на котором построен Этоликон. Затем снова расширяется, образуя озеро Этоликон. К юго-востоку от озера Месолонгион образовано небольшое, почти квадратное озеро Клисова, которая почти полностью перекрыто на севере насыпью, а на западе — островком Турлис.
Озеро Месолонгион славится своей богатой рыбной фауной, которая состоит в основном из видов кефали, морского окуня, морского леща, угрей и бычков. Промысел ведется через водосборные сооружения, которые расположены на выходе из озера Месолонгион к морю. Улов близок к 2000—4000 тонн в год, что свидетельствует о значительном экономическом росте, который они дают региону. Озеро Месолонгион принадлежит к водно-болотным угодьям международного значения, которые охраняются Рамсарской конвенцией, ратифицированной Грецией в 1974 году.
Дельта Ахелооса, лагуны Этоликон и Месолонгион, устье Эвиноса, острова Эхинады и остров Петалас входят в сеть охранных участков на территории ЕС «Натура 2000». Экосистема хотя и подверглась сильному влиянию деятельности человека, всё же имеет значительную экологическую ценность, по этой причине водно-болотные угодья включены в Рамсарскую конвенцию.